# لوکاش دیویش
لوکاش دیویش (به اسلواکیایی: Lukáš Diviš) (زاده ۲۰ سپتامبر ۱۹۸۶ در ژیلینا) بازیکن والیبال اهل اسلواکی عضو سابق تیم ملی والیبال اسلواکی بود.
لوکاش لژیونر موفق اسلواکی سابقه حضور در تیم‌های ژیلینا اسلواکی، برنو جمهوری چک، اشتوتگارت آلمان، فنرباغچه ترکیه و یازچامبسکی ونگل لهستان را در کارنامه خود دارد و در حال حاضر بازیکن لوکوموتیو نووسیبیرسک است.
او در سال ۲۰۱۱ قهرمانی لیگ اروپا را با اسلواکی را تجربه نموده‌است و سه بار جام قهرمانی سوپر لیگ آلمان و یک جام قهرمانی قهرمانی سوپر لیگ روسیه را بالای سر برده‌است. وی از سال ۲۰۱۴ شهروند کشور روسیه شده‌است.